# Libby (Montana)
Libby – miasto w Stanach Zjednoczonych, w stanie Montana, siedziba administracyjna hrabstwa Lincoln.
Libby ucierpiało z powodu zanieczyszczenia azbestem, z pobliskiej kopalni wermikulitu, historia skażenia sięga 1919 roku, gdy rozpoczęło się wydobycie tej rudy.